# Betula cordifolia
Betula cordifolia — вид квіткових рослин з родини березових (Betulaceae). Росте у східних частинах Канади та США і в Сен-П'єр і Мікелоні.

## Біоморфологічна характеристика

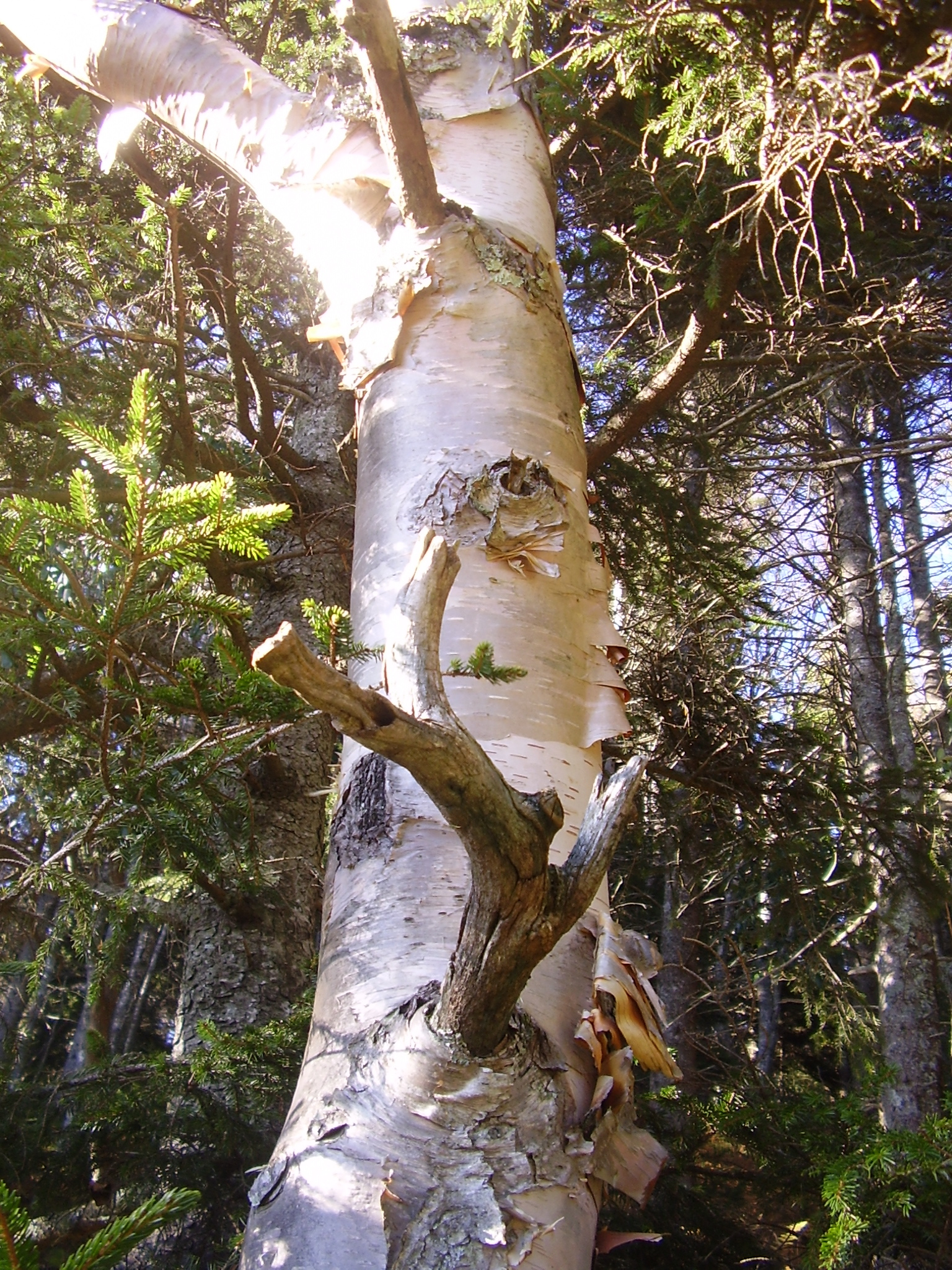

Це кущ чи дерево до 20 метрів заввишки, велике, неправильної форми. Стовбурів часто кілька, дерева з вузькими кронами. Кора молодих стовбурів і гілок темно-червонувато-коричнева, щільна, у зрілості червонувато-біла до червонувато-коричневого або бронзового відтінку, відшаровується тонкими листками; сочевиці темні, горизонтально розширені. Гілочки голі або рідко запушені, часто вкриті помітними бородавчастими смолистими залозками. Листова пластинка від вузькояйцюватої до яйцеподібної, 6–10(14) × 4–8 см, краї грубо чи неправильно подвійно пилчасті, верхівка короткозагострена; абаксіальні (низ) розріджено чи помірно запушені. Супліддя пониклі чи майже так, циліндричні, 2.5–5.5 × 0.6–1 см, восени розсипаються разом з плодами. Крилатки з крилами, ширшими за тіло, найширшими біля вершини, розширеними за верхівку тіла. 2n = 28, 56. 

## Поширення й екологія
Росте у східних частинах Канади (Нью-Брансвік, о. Ньюфаундленд, Нова Шотландія, Онтаріо, о. Принца Едуарда, Квебек, Лабрадор) та США (Вісконсин, Західна Вірджинія, Вірджинія, Вермонт, Пенсільванія, Північна Кароліна, Нью-Йорк, Нью-Гемпшир, Мен, Массачусетс, Мічиган, Міннесота) і в Сен-П'єр і Мікелон на висотах від 800 до 2000 метрів. Зростає на вологих скелястих схилах.

## Загрози й охорона
Немає повідомлень про серйозні загрози для цього виду.